# ジュワネン
ジュワネン（Jwaneng ジェイング、ジュワネングとも）は、ボツワナの南部の都市。南部（サザン）地区に位置するが行政上は属さず、独自の評議会（Town Council）が存在する。人口は18,008人（2011年国勢調査）、約2万人（2017年投影人口）。

## 気候
ケッペンの気候区分で高温ステップ気候（BSh）に属する。

## 概要
ダイヤモンドを産出するジュワネン鉱山の鉱山町であり、それゆえ町の建設当時は鉱山の所有者であるデブスワナ社の許可が必要な「閉鎖都市」であった。

## 交通

### 空港
町には同社が運営するジュワネン空港があるが、一般航路は存在しない。

### 道路
- A2 highway (Botswana)